# Sümeyye Manz
Pour les articles homonymes, voir Manz.
Sümeyye Manz, née le 30 octobre 1989 à Nuremberg (Allemagne), est une taekwondoïste allemande.

## Biographie

### Championnats du monde
- Médaille de bronze des -46 kg du Championnat du monde 2011 à Gyeongju, (Corée du Sud)
- Médaille de bronze des -47 kg du Championnat du monde 2005 à Madrid, (Espagne)

### Championnats d'Europe
- Médaille d'or des -47 kg du Championnat d'Europe 2008 à Rome, (Italie)
- Médaille de bronze des -47 kg du Championnat d'Europe 2005 à Riga, (Lettonie)